# Kurt Grigoleit
Kurt Grigoleit (* 17. Januar 1924 in Essen; † 19. Dezember 1988 in Luzern) war ein deutscher Kameramann.

## Leben
Er absolvierte während des Zweiten Weltkrieges seine Ausbildung zum Kameramann und arbeitete anfangs als Kriegsberichterstatter bei der deutschen Wochenschau. Nach Kriegsende wurde er Kameraassistent bei Konstantin Irmen-Tschet. Als einfacher Kameramann war er an mehreren Produktionen beteiligt, darunter 1952 Martin Luther.
Seine ersten eigenverantwortlichen Arbeiten waren einige Kurz-Dokumentarfilme. Seit 1955 drehte er Spielfilme, wobei er wiederholt für Produktionen herangezogen wurde, die in der eigentümlichen Art des deutschen Films der späten 1950er Jahre das Thema Sexualität umkreisten. In den 60er Jahren wurde er mehrfach für in Europa entstandene US-Produktionen engagiert, außerdem war er verstärkt für das Fernsehen tätig.
Seit März 1970 lebte Grigoleit in der Schweiz. Dort gründete er seine eigene Produktionsfirma, die sich auf die Herstellung von Werbespots beschränkte. Er war ab 1962 mit der Schauspielerin Elisabeth Müller verheiratet, die er 1958 bei den Dreharbeiten zu Rommel ruft Kairo kennengelernt hatte.

## Filmografie
- 1950: Spiel der Wirtschaft (Kurz-Dokumentarfilm)
- 1951: Weltrekord (Kurz-Dokumentarfilm)
- 1951: Ein Wille – ein Weg (Kurz-Dokumentarfilm)
- 1952: Ferientage einmal anders (Kurz-Dokumentarfilm)
- 1952: Europa im Werden (Kurz-Dokumentarfilm)
- 1952: Mörder gesucht (Kurz-Dokumentarfilm)
- 1953: Auf Dich kommt es an (Kurz-Dokumentarfilm)
- 1955: Parole Heimat
- 1956: Durch die Wälder, durch die Auen
- 1956: Manöverball
- 1956: August der Halbstarke
- 1957: Anders als du und ich
- 1957: Liane, die weiße Sklavin
- 1958: Lilli – ein Mädchen aus der Großstadt
- 1958: Madeleine Tel. 13 62 11
- 1958: Liebe kann wie Gift sein
- 1958: Es war die erste Liebe
- 1959: Rommel ruft Kairo
- 1960: Der letzte Fußgänger
- 1960: Fabrik der Offiziere
- 1960: Am grünen Strand der Spree (Mehrteiler)
- 1961: Nur der Wind
- 1961: Freddy und der Millionär
- 1961: Der Prinz von Homburg
- 1962: Ein Gruß aus Wien (Almost Angels)
- 1962: Escapade in Florence
- 1963: Die Abrechnung
- 1963: Die Nadel (TV-Serie Das Kriminalmuseum)
- 1963–1965: Interpol (Filmreihe)
  - Ich war Cicero (TV-Serie: Interpol)
  - Die Dame mit dem Spitzentuch
  - Geld Geld Geld – Zwei Milliarden gegen die Bank von England
  - Geld kennt keine Grenzen
- 1965: Disneyland (Serie, 2 Folgen)
- 1966: I Deal in Danger
- 1967: Der dritte Handschuh
- 1968: Madame Bovary (Mehrteiler)